# Сердцу не прикажешь
«Сердцу не прикажешь» (хинди दिल है की मानता नही, Dil Hai Ki Manta Nahin) — индийский романтический фильм, снятый режиссёром Махешем Бхаттом и вышедший в прокат 12 июля 1991 года. В главных ролях снялись Пуджа Бхатт и Аамир Хан. Фильм является неофициальным ремейком американской картины «Это случилось однажды ночью». Прежде в Болливуде уже снимали похожий фильм с Раджем Капуром и Наргис «Тайком ото всех» (1956). История повествует о богатой избалованной девушке, которая убегает из дома, чтобы выйти замуж за кинозвезду. По дороге ей помогает молодой журналист, в которого она в конечном счёте влюбляется.
Фильм стал одной из самых кассовых картин года и помог подняться карьере Бхатт и Хана.

## Сюжет
Пуджа Дхарамчанд — дочь богатого бомбейского магната, Сетха Дхарамчанда. Она по уши влюбленна в кинозвезду Дипака Кумара, но её отец не одобряет этого. Однажды героиня сбегает с яхты отца, чтобы отправиться в Бангалор, где снимается Кумар. Отец, узнав о побеге дочери, нанимает частных детективов, чтобы вернуть её.
Сев в автобус, Пуджа встречает журналиста Рагху Джетли, только что потерявшего работу. Он обещает ей помочь в обмен на эксклюзивную историю, которая сможет вернуть его работу. Девушка вынуждена согласиться, так как в противном случае он расскажет её отцу о её местонахождении. Героям предстоит пройти вместе множество приключений, чтобы понять свою любовь друг другу…

## В ролях
- Пуджа Бхатт — Пуджа Дхарамчанд
- Аамир Хан — Рагху Джетли, репортёр
- Анупам Кхер — Сетх Дхарамчанд, отец Пуджи
- Тику Талсания — редактор газеты Daily Toofan
- Автар Гил — похититель
- Джавед Хан — карманник
- Ракеш Беди — частный детектив
- Вирендра Саксена — частный детектив
- Шамми — женщина-парс в лифте

## Саундтрек
Все тексты написаны Самиром и Фааизом Анваром, вся музыка написана дуэтом Надим-Шраван.
| №   | Название                                  | Исполнители                        | Длительность |
| --- | ----------------------------------------- | ---------------------------------- | ------------ |
| 1.  | «Dil Hai Ki Manta Nahin»                  | Кумар Сану, Анурадха Паудвал       | 6:12         |
| 2.  | «O Mere Sapno Ke Saudagar»                | Анурадха Паудвал                   | 5:07         |
| 3.  | «Kaise Mizaj Aap Ke Hai»                  | Кумар Сану, Анурадха Паудвал       |              |
| 4.  | «Adayen Bhi Hai»                          | Кумар Сану, Анурадха Паудвал       | 5:30         |
| 5.  | «Dil Tujhpe Aa Gaya»                      | Анурадха Паудвал, Абхиджит         | 4:42         |
| 6.  | «Dulhan Tu Dulha»                         | Анурадха Паудвал, Дебашиш Дасгупта | 4:59         |
| 7.  | «Tu Pyar Hai Kisi Aur Ka»                 | Кумар Сану, Анурадха Паудвал       | 6:52         |
| 8.  | «Galyat Sankali Sonyachi»                 | Анурадха Паудвал, Бабла Мехта      | 6:50         |
| 9.  | «Dil Hai Ki Manta Nahin» (женская версия) | Анурадха Паудвал                   |              |
| 10. | «Hum To Mashoor Huye Hain»                | Анурадха Паудвал                   | 5:09         |
| 11. | «Kaise Mizaz Aap Ke Hain»                 | Кумар Сану, Анурадха Паудвал       | 5:44         |
| 12. | «Mainu Ishq Da Lagya Rog»                 | Анурадха Паудвал                   | 5:48         |

Аамир Хан первоначально выразил возмущение из-за того, что в фильме за него будет петь Кумар Сану, когда все его более ранние хиты, исполнял Удит Нараян, аргументируя это тем, что голос Удита подходит ему больше. Но композитор Надим Ратход стоял на своём. В итоге Сану пел за Хана также в следующем его фильме Навстречу любви.
Видеоклип на песню «Dulhan tu, Dulha main ban jaunga» снимали в окрестностях Ути. Песни «Dil hai ke manta nahin», «O mere sapno ke saudagar», «Galyat sankali sonyachi», «Adaayein bhi hain» and «Tu pyaar hai kisi aur ka» стали хитами.
Музыку «Adayein Bhi Hain» с новой лирикой планируется повторно использовать в фильме Time To Dance, выходящем в 2019 году

## Награды и номинации
Фильм был номинирован на Filmfare Awards в 6 категориях, но выиграл только в одной
- Лучший фильм
- Лучшая режиссура — Махеш Бхатт
- Лучшая мужская роль — Аамир Хан
- Лучшая комедийная роль — Анупам Кхер
- Лучший текст песни — Фаиз Анвар («Dil Hai Ke Manta Nahin»)
- Лучший женский закадровый вокал — Анурадха Паудвал[англ.] («Dil Hai Ke Manta Nahin») — выиграна